# ذي الحرسة (يريم)

تعديل مصدري - تعديل

ذي الحرسة هي إحدى قرى عزلة ارياب بمديرية يريم التابعة لمحافظة إب، بلغ تعداد سكانها 119 نسمة حسب تعداد اليمن لعام 2004.